# Ортокиди
Ортокидите (Artuklu) са огузка династия, управлявала в Джазира през 11 и 12 век.
Основана е от Орток, който между 1086 и 1091 управлява Йерусалим от името на емира на Дамаск Тутуш I. Синовете му Сокман и Илгази са изгонени от града от Фатимидите през 1098 и се установяват в района на Диарбекир, Мардин и Хисн Кайфа в Джазира. Илгази обединява владенията им и установява контрол над Халеб. През 1119 той нанася поражение на Антиохийското княжество в битката на Кървавото поле (Агер Сангвинис). След неговата смърт влиянието им намалява и през втората половина на 12 век Ортокидите са подчинени от Саладин.